# Кам'янсько-Дніпровський ґебіт
Ка́м'янсько-Дніпро́вський ґебі́т, окру́га Ка́м'янка Дніпро́вська (нім. Kreisgebiet Kamenka/Dnjepr) — адміністративно-територіальна одиниця генеральної округи Дніпропетровськ Райхскомісаріату Україна з центром у Кам'янці-Дніпровській, що існувала протягом німецької окупації Української РСР.

## Історія
Ґебіт утворено опівдні 15 листопада 1941 року на території нинішніх Запорізької та Херсонської областей.  
За даними на 1 вересня 1943 року Кам'янсько-Дніпровський ґебіт налічував 3 райони: район Велика Білозерка (нім. Rayon Bolschaja Beloserka), район Велика Лепетиха (нім. Rayon Bolschaja Lepeticha) і район Кам'янка-Дніпровська (нім. Rayon Kamenka/Dnjepr) — які відповідали трьом радянським районам: Великобілозерському, Великолепетиському і Кам'янсько-Дніпровському.
8 лютого 1944 року радянські війська відвоювали Кам'янку-Дніпровську.